# Cameron (Luisiana)
Cameron é uma região censo-designada localizada no estado americano de Luisiana, na Paróquia de Cameron.

## Demografia
Segundo o censo americano de 2000, a sua população era de 1965 habitantes.

## Geografia
De acordo com o United States Census Bureau, o local tem uma área de 76,1 km², dos quais 72,2 km² cobertos por terra e 3,9 km² cobertos por água. Cameron localiza-se a aproximadamente 292 m acima do nível do mar.

## Localidades na vizinhança
O diagrama seguinte representa as localidades num raio de 52 km ao redor de Cameron.